# 德國—以色列關係

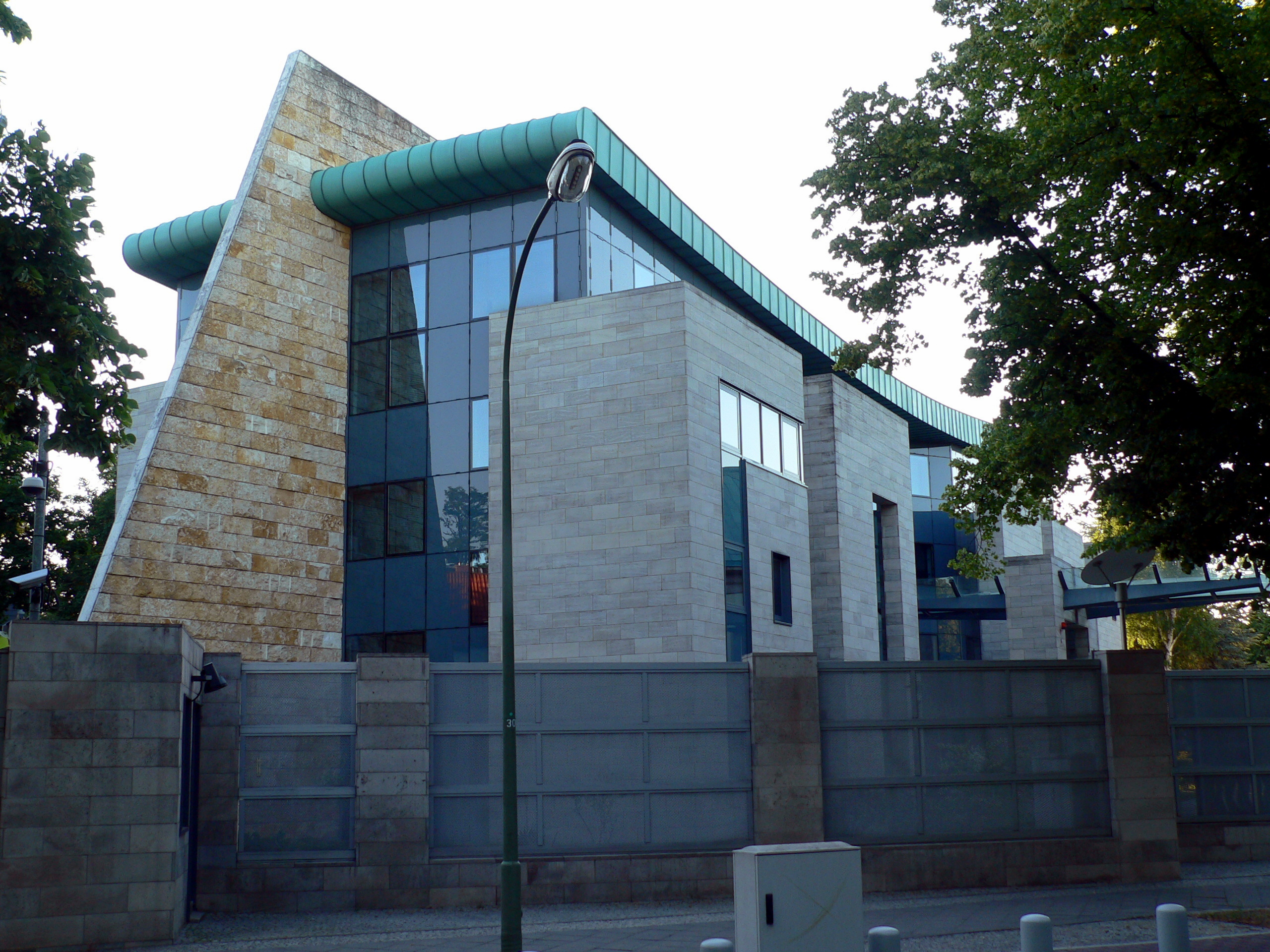
以色列驻德国大使馆

德以关系是指德意志联邦共和国与以色列国之间的外交关系。二战和大屠杀结束后，随着西德在1952年提出向以色列支付赔款，1965年两国正式建立外交关系，两国关系逐渐解冻。尽管如此，对德国人深深的不信任仍然在以色列和世界各地的犹太人社区中蔓延了很多年。东德和以色列之间从未建立外交关系。以色列和德国现在保持着一种基于共同信仰、西方价值观和历史观点的“特殊关系”。他们关系中最重要的因素之一是纳粹德国在大屠杀期间对欧洲犹太人的种族灭绝。
德国設有駐以色列特拉维夫大使馆和駐埃拉特、駐海法名誉领事館，以色列設有驻德國柏林大使馆和驻慕尼黑总领事馆。这两个国家都是经济合作与发展组织和地中海联盟的正式會员國。

## 国家比较
|                        | 德国                                                                                        | 以色列                                 |
| ---------------------- | ------------------------------------------------------------------------------------------- | -------------------------------------- |
| 国旗                   | 德国                                                                                        | 以色列                                 |
| 人口                   | 82,800,000 (2018)                                                                           | 8,904,280 (2018)                       |
| 领土面积               | 357,386 km2（137,988 sq mi）                                                                | 20,770 km2（8,019 sq mi）              |
| 人口密度               | 232/km2（601/sq mi）                                                                        | 403/km2（1,044/sq mi）                 |
| 首都                   | 柏林                                                                                        | 耶路撒冷（有争议）                     |
| 最大城市               | 柏林 3,710,156 (5,950,000 Metro)                                                            | 耶路撒冷 901,302 (1,253,900 Metro)     |
| 最大都会区             | 萊茵-魯爾 10,680,783                                                                        | 特拉維夫都會區 3,854,000               |
| 政治体制               | 议会共和国                                                                                  | 议会共和国                             |
| 开国元首               | 威廉一世                                                                                    | 大衛·本-古里昂                         |
| 现任元首               | 法蘭克-華特·史坦麥爾                                                                        | 鲁文·里夫林                            |
| 官方语言               | 德语                                                                                        | 希伯来语                               |
| 主要宗教               | 26.6% 路德宗, 28.6% 天主教 2% 东正教, 1.5% 基督教 35.4% 无宗教 5% 伊斯兰教, 1% 其他宗教     | 75.4% 犹太教, 20.89% 穆斯林, 7.8% 其他 |
| 民族族群               | 80% 德裔, 2% 波兰裔, 1% 意大利裔 5.5% 土耳其裔, 3% 东亚人, 1% 美国人, 2.5% 俄罗斯人, 5%其他 | 75.4% 犹太人, 20.6% 阿拉伯人, 4.1%其他 |
| 國內生產總值(國際匯率) | US$4.33 trillion ($48,669 per capita)                                                       | US$305 billion ($38,004 per capita)    |
| 国防开支               | $40.7 billion (1.2% of GDP)                                                                 | $23.2 billion (7.6% of GDP)            |
| 军队人数               | 221,000                                                                                     | 176,500                                |
| 英语使用人数           | 56%                                                                                         | 84.97%                                 |
| 劳动力                 | 45,900,000                                                                                  | 4,198,000                              |

## 历史

### 赔偿协议

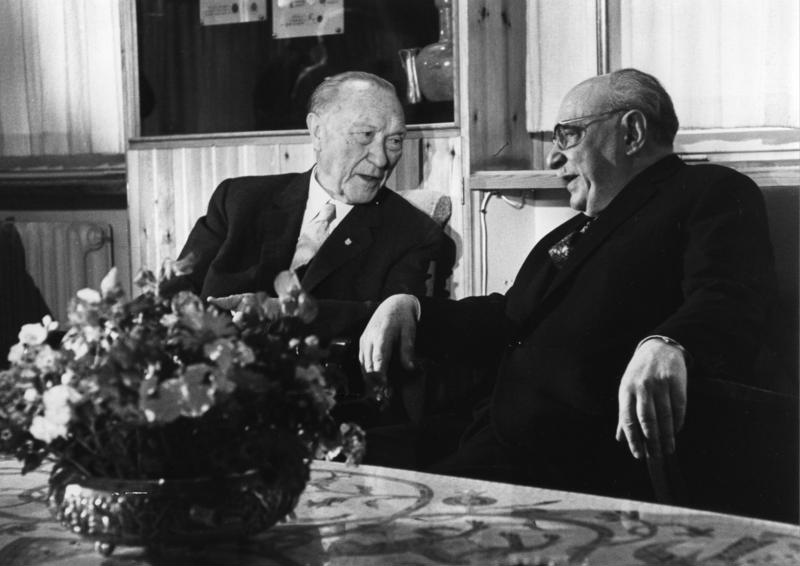
康拉德·阿登纳和以色列总统夏扎尔在以色列会面

20世纪50年代初，以色列总理戴维·本-古里安、犹太诉求大会主席纳胡姆·戈德曼和西德总理康拉德·阿登纳开始了谈判。由于接受赔款的敏感性，这一决定在以色列议会引起了激烈的辩论。1952年签订了赔款协议。总的来说，截至2007年，德国已经向以色列国家和以色列大屠杀幸存者个人支付了250亿欧元的赔款。

### 建交前後關係
1950年，赫尔曼·马斯成为第一个受邀到以色列的德国人。又过了15年，西德和以色列才在1965年5月12日建立外交关系。 从那以后，两国定期进行国事访问，尽管多年来，由于以色列内外的犹太人对德国和德国人民抱有深深的不信任，两国关系受到影响。1994年，德国总统罗曼·赫尔佐格对以色列进行了首次欧洲以外的正式访问。以色列总理巴拉克是1999年德国政府从波恩迁出后在柏林接待的第一位外国领导人。德国总理施罗德于2000年10月访问了以色列。2005年，两国建交40周年之际，德国总统克勒与以色列前总统卡察夫相互进行了国事访问。

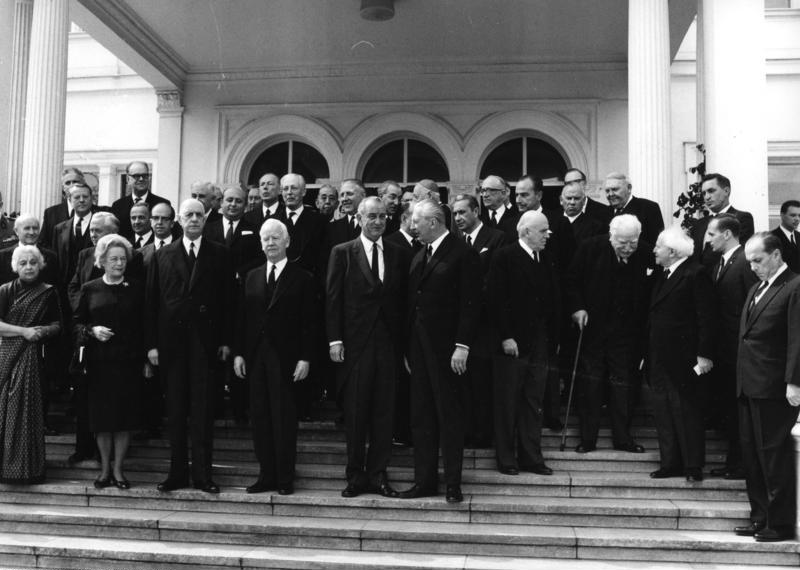
本-古里安在波恩参加阿登纳的葬礼

两国建立了议会、政府和非政府组织之间的联系网络，以及战略和安全关系。
2008年1月30日，德国总理默克尔的发言人宣布，德国和以色列内阁将于2008年3月在以色列举行会议，庆祝以色列建国60周年。这是德国内阁首次与欧洲以外的其他内阁会面。预计联席会议每年举行一次。2008年3月17日，默克尔对以色列进行了为期三天的访问，以纪念以色列建国60周年。默克尔和以色列总理奥尔默特就一系列教育、环境和国防项目签署了协议。2008年3月18日，默克尔在以色列议会史无前例的演讲中谈到了她对犹太国家的支持。2011年1月，默克尔访问以色列，会见了以色列总理内塔尼亚胡和反对派前进党领导人利夫尼。2011年2月，内塔尼亚胡致电默克尔，讨论德国在联合国安理会投票支持巴勒斯坦的提议。据报道，默克尔告诉内塔尼亚胡，他让她失望了，他没有做任何事情来推进和平。为了消除误会，内塔尼亚胡受邀于2011年3月中旬对柏林进行和解访问。
今年9月，默克尔批评以色列在耶路撒冷修建定居点，并说新的住房许可让人怀疑以色列是否愿意与巴勒斯坦人谈判。
2011年10月，在巴勒斯坦194倡议的框架下，有14个国家投票反对巴勒斯坦加入联合国教科文组织，德国是其中之一。当以色列宣布将继续修建定居点，以回应巴勒斯坦单方面宣布建国的企图时，德国威胁要停止向以色列交付能够发射核弹头的潜艇。
2011年5月，德国国家铁路——德国联邦铁路公司退出了前往耶路撒冷的高铁项目，因为这条线路将部分穿过约旦河西岸。据媒体报道，德国交通部长拉姆紹爾对德国联邦铁路公司首席执行官表示，计划中的铁路线“从政治角度来看存在问题”，违反了国际法。结果，这家由德国政府所有的公司退出了该项目。该公司的决定被视为以色列和巴勒斯坦左翼活动人士的胜利，他们在国际联合抵制、撤资和制裁运动的背景下发起了一场运动。
自2014年起，在沒有以色列外交機構的國家中，德国駐該國領事機構可替以色列扮演委託保護國的角色，代辦以色列公民在該國的領事服務。
2019年5月，德国联邦议院通过了一项决议，谴责BDS是反犹主义。

## 贸易

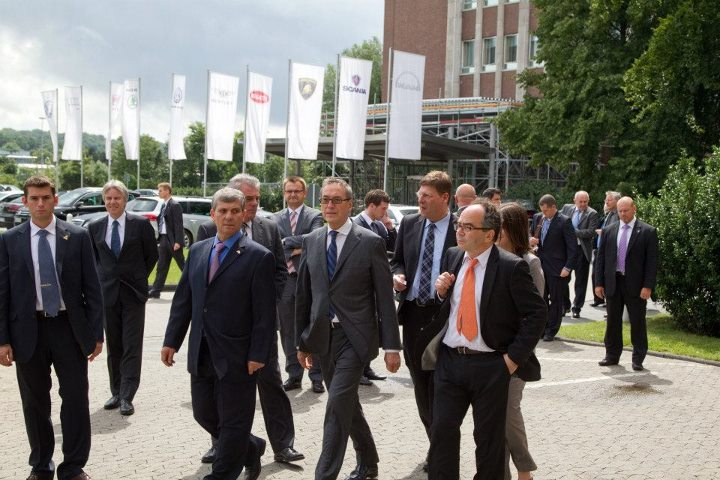
以色列商务部长会见德国官员

德国是以色列在欧洲最大的贸易伙伴，也是以色列仅次于美国的第二大贸易伙伴。以色列每年从德国进口约23亿美元，以色列是德国在北非/中东地区的第四大贸易伙伴。

## 文化、科学和社会项目

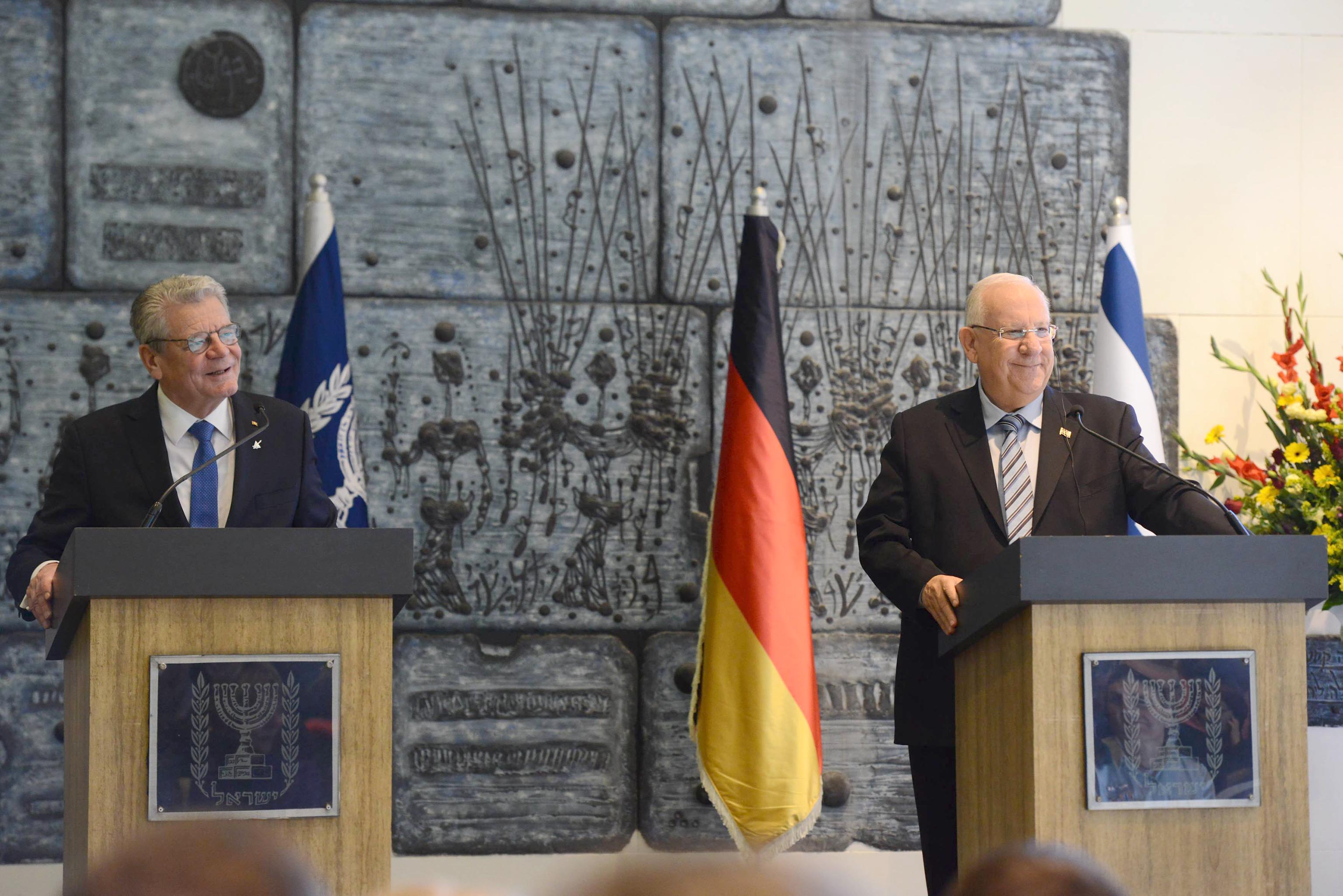
2015年12月，约阿希姆·高克访问以色列

两国之间有着广泛的科学关系，以色列和德国的大学在科学方面进行了合作，密涅瓦社会也得到了发展。在卡察夫总统访问期间，德国联邦议院议长沃尔夫冈·蒂尔斯以德国与法国和波兰的联合青年办事处为榜样，推动建立德以青年办事处，作为教育德国和以色列青年了解他们各自历史和他们之间关系的敏感性的工具。德以科学研究与发展基金会(GIF)成立于1986年。
德国和以色列之间有许多交流项目。目前，每年约有2000名以色列人和4500名德国人参加由德国联邦家庭、老年人、妇女和青年部举办的交流项目。德国组织“行动和解”(Aktion Sühnezeichen)在把德国人和以色列人团结在一起方面发挥了作用。自1961年以来，“行动和解”已派遣约2500名志愿者到以色列医院和社会福利项目工作。教会和工会一直积极促进关系。
以色列十分重视与德国城市的友好城市关系。海法在德国有五个姐妹城市;特拉维夫有五个，内坦亚有两个。超过100个以色列城市和地方当局与德国有联系。
英国广播公司2013年的全球服务民意调查显示，8%的德国人认为以色列的影响是积极的，67%的人认为是消极的，不过这一比例在接受调查的欧洲国家中处于平均水平。
皮尤研究中心2006年的一项民调显示，37%的德国人支持以色列，18%的人支持巴勒斯坦。在皮尤2007年进行的一项类似调查中，34%的德国公众支持以色列，21%支持巴勒斯坦。在2009年加沙战争(2008-09)后的一项德国民意调查中，30%的德国人认为哈马斯应对军事行动负责，而只有13%的人指责以色列。皮尤研究中心2013年的一项民意调查发现，28%的德国人在巴以冲突中站在以色列一边，26%的人站在巴勒斯坦一边。2014年，德国民调机构TNS Emnid代表贝塔斯曼基金会(Bertelsmann Foundation)进行的一项民意调查发现，15%的德国人希望他们的政府支持以色列，而只有5%的人希望他们的政府支持巴勒斯坦。当被问及德国公众支持谁时，33%的德国人说支持以色列，9%的人说支持巴勒斯坦。接受调查的以色列人则持怀疑态度，他们中只有16%的人认为德国公众支持他们，33%的人认为德国人支持巴勒斯坦人。

## 军事合作
德国和以色列有着重要而长期的军事合作。从1959年到1967年，德意志联邦共和国是向以色列提供军事装备和武器的重要国家。然而，1965年后，西德退出了向以色列出售坦克的协议，美国趁机出售了210辆M48巴顿坦克填补了订单。以色列的梅卡瓦4型坦克采用德国MTU MB 873 Ka-501风冷柴油V12发动机，并且获得生产许可。德国为以色列提供了海豚级潜艇，而德国使用了以色列设计的狼牙反坦克导弹。2008年，有消息称德国和以色列曾秘密联合开发一种名为“蓝鸟行动”的核预警系统。
德以军事合作在很长一段时间里都处于保密状态，因为这样的协约在以色列国内并不受欢迎。然而，通过武器交易和情报共享，这种紧密的关系发展成为牢固的信任，并最终为建立外交关系奠定了必要的基础。2017年，德国战斗机首次降落在以色列奥夫达机场，参加蓝旗演习。